# HungaroMet

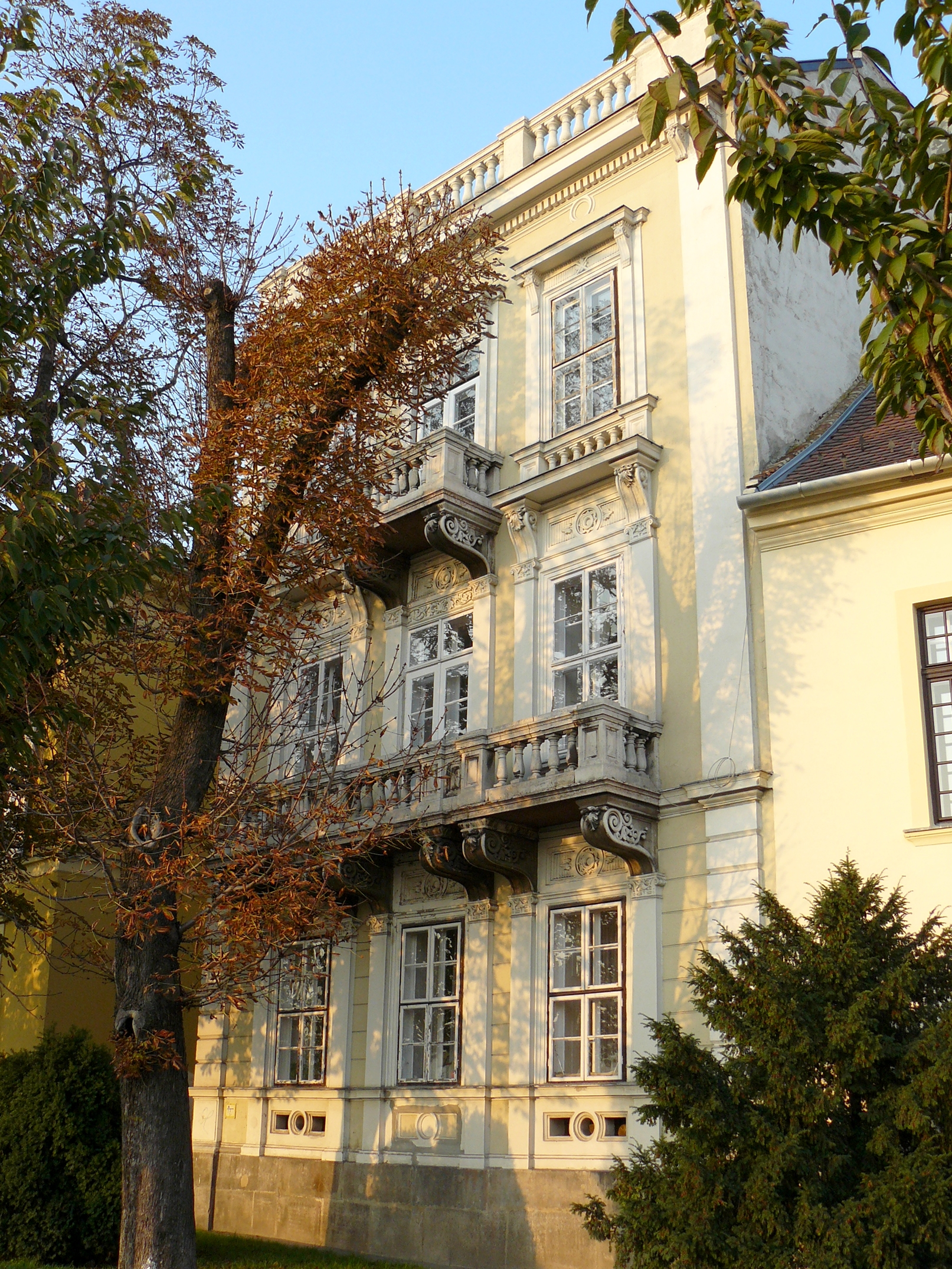
A Budai Várnegyedben található épület, ahol az egykori Magyar Királyi Meteorológiai és Földdelejességi Intézet 1870-ben helyet kapott

A HungaroMet Magyar Meteorológiai Szolgáltató Nonprofit Zrt. 100%-os állami tulajdonú cég, amely a korábbi Országos Meteorológiai Szolgálat (OMSZ) központi költségvetési szerv átalakulásával jött létre 2024. január 1-jén, de annak nem jogutódja. A cég meteorológiával kapcsolatos kormányzati feladatok ellátásáért felelős, Magyarország teljes területére kiterjedő tevékenységet folytat.
Mai nevén 1968–1970-ben alakult az Országos Meteorológiai Intézetből (1950–1970). Ennek jogelődje az 1870-ben alapított Magyar Királyi Meteorológiai és Földdelejességi Intézet (később Földmágnesességi) volt, és első igazgatójának Schenzl Guidó (1823–1890) bencés rendi szerzetest, meteorológust választották meg.
Az OMSZ időjárás-jelentéseket, országos előrejelzéseket, figyelmeztető előrejelzéseket készít. A hivatalos weboldalukon olvashatunk Magyarország éghajlatáról, időjárási visszatekintőben tájékozódhatunk az éghajlati változásokról, a külföldre utazóknak naprakész friss információk állnak rendelkezésre a célországok időjárásáról.
A szolgálat székháza a Budapest II. kerülete, Kitaibel Pál u. 1. szám alatt található. 2007 és 2009 között ebben az épületben működött az akkor a Környezetvédelmi és Vízügyi Minisztériumhoz tartozó Magyar Űrkutatási Iroda is.

## Története
Az első meteorológiai megfigyelések jobbára a népi bölcsesség kategóriájába tartozóan, szájhagyomány útján terjedve alakultak hazánkban is. A kollektív bölcsesség sok évszázados tapasztalatainak végkövetkeztetései azonban nem tartoznak a tudományos időjárás megfigyelések kategóriájába, igaz sok évszázadon keresztül eligazította a parasztgazdálkodókat hazánkban is. Mikor ideális, milyen növényt vetni, és nagyjából milyen időjárási körülmények, mikor várhatóak meg más hasonló népi bölcsességek, amelyek szólások, mondások formájában terjedtek akkoriban.
Extrém időjárási anomáliákat a területi krónikások is jeleztek írásban, nyomtatásban a középkortól fogva, amikor a nagyon nagy esőzéseket, áradások követtek, vagy amikor súlyos fagykárt szenvedett a gyümölcsös azon a vidéken, vagy amikor igen szokatlanul nagy jegek estek az égből…

## Az intézmény létrejöttének előzményei

### 1780: a nemzetközi meteorológiai mérések indulása
A tudományos rendszerességgel és műszerekkel történő időjárás mérés 1780-ban kezdődött Európában, és egyben a világon először. Societas Meteorologica Palatina vagyis a Mannheimer Meteorologische Gesellschaft, Károly Tivadar pfalzi és bajor választófejedelem bölcsességéből létesült a Mannheimi Tudományos Akadémia III. osztályaként Németországban.
Ekkor egész Európára kiterjedő hálózat kiépítése kezdődött meg ekkor, és ennek a rendszernek az egyik legkeletibb ága Budán létesült, ugyancsak a Mannheimi Societas Meteorologica Palatina társaság költségén. Így hazánk bekapcsolódott rögvest az időjárás tudományos megfigyelésének első nagy világhálózatába a budai megfigyelőbázis révén, még 1780 őszén, amelynek helye, az 1777-ben Nagyszombatból Budára telepített egyetem frissen létesített csillagdája, vagyis csillagvizsgálója volt, amely a királyi vár akkori legmagasabb tornyán helyezkedett el. Itt végeztek a Mannheimből küldött műszerekkel rendszeres tudományos méréseket. A kezdeti műszerpark állt egyebek mellett hőmérőből, barométerből, higrométerből, minimum-maximum hőmérséklet mérőből, s kérés néhány műszer helyi előállítására, mint például a műszaki leírás a szél méréséhez szükséges műszer elkészítésére. A méréseket meghatározott időközönként kellett végezni, naponta 7, 14 és 21 órakor. Ennek az idő-egységességéhez biztosítottak azonos gyártású órákat is. Budán is ez alapján működtek. Így egész Európában azonos időközönként mért adatok alapján dolgozhatott a központi egyetem. A napi mérési órák periódusai szabvánnyá váltak, s megkapták a Mannheimér-idő elnevezést. A feljegyzéseket egységes és szabványosított szimbólumok alapján kellett megtenni, egész Európára nézve azonos módon. A merített papíron, lúdtollal készült írásos megfigyelések feljegyzéseit el kellett diplomáciai úton küldeni meghatározott időközönként Budáról, a Nádor útján Mannheimbe. Az egyetem összesítette táblázatokba is szedve az adatokat és az első megfigyeléseket 12 kötetbe gyűjtve publikálta a társulat évkönyveiben. Mannheim, Padua, Berlin, Prága, Regensburg, Erfurt, Würzburg, Andechs, München alkották az első időjárási megfigyelőállomások sorát Budán kívül 1780-ban, az indulás évében, amely később kiegészült olyan városokkal, mint Bologna, Róma, Göttingen, La Rochelle, Dijon, Brüsszel és Szentpétervár. A megfigyelések 12 éven keresztül folytak. Ezt követően némi szünet állt be a rendszeres megfigyelések terén.

### A Gellért-hegyi obszervatórium 1815–1849
A budai egyetem méréseiből sokat okulva, az 1815-ben a Gellért-hegyen létesített csillagda is meteorológiai megfigyeléseket végzett, hőmérséklet, csapadék, szélerősség, felhősödés, viharok regisztrálása céljából a csillagok vizsgálata mellett. A fontos intézmény 34 évnyi szolgálat után áldozatul esett 1849-ben Buda ostromának, megsemmisült az építmény maga.

### A kiegyezésig tartó időszak
A szabadságharc leverését követően a bécsi kamarilla nem tartotta fontosnak, hogy Pest-Budán is létesüljön, illetve tovább működjön meteorológiai állomás. Megfigyelések voltak, de rendszeres és tudományos jellegűek csak 1861-től, a Toldy Ferenc utcában, a Budai Főreáliskolában (a mai Toldy Ferenc Gimnáziumban) létrehozott megfigyelő állomáson. Igazából változást a kiegyezést követő időszak jelenti a magyar tudomány egésze számára, amely változások a meteorológiai rendszeres mérések visszaállításának igényét is jelentették, sőt felmerült az intézmény megalapításának a gondolata is. Az újjáéledés korszaka nagy lépésekkel igyekezett behozni a két évtizedes osztrák elnyomás következményeiből fakadó hátrányokat a tudományok terén is. Ekkoriban mondták: "Új élet fakadt a tudomány fájának minden hajtásán". Eötvös József kultuszminisztersége alatt megalakult gyorsan a Országos Statisztikai Hivatal (1867), Földtani Intézet (1869), az Országos Levéltár (1870), és 1870 április 8-án megalapítják a „Meteorológiai és Földdelejességi Magyar Királyi Központi Intézet”-et. Az intézmény létrejöttét sokan várták, többen sürgették korábban. Egy a 20. század második felében napvilágra került adat szerint Magyarországon talán elsőként – 1844-ben, itáliai példák nyomán – Mészáros Lázár huszártiszt, a Magyar Tudós Társaság levelező tagja, a Batthyány-kormány későbbi hadügyminisztere javasolta egy állandó meteorológiai szolgálat felállítását, kezdeményezése azonban csak negyed századdal később valósult meg. Berde Áron, az első hazai éghajlattan szakírója is a már igen korán az intézet felállítása mellett kardoskodott.

## 1870: az OMSZ jogelődjének születése

### Meteorológiai és Földdelejességi Magyar Királyi Központi Intézet
Az első önálló, magyarországi meteorológiai tudományos intézet szervezeti szabályzatát Schenzl Guidó (1823–1890) és Hunfalvy János (1820–1888) készítette el, ezt a javaslatot a Magyar Tudományos Akadémia egyik ülésén, 1868. április 6-án tárgyalta. I. Ferenc József magyar király 1870. április 8-án írta alá a Meteorológiai és Földdelejességi Magyar Királyi Központi Intézet alapításról szóló határozatot, amelyet később, 1870. május 3-án a Budapesti Közlönyben tettek közzé.
Maga a létrejövő intézmény a korábbi mérőállomás helyszínén, 1861-től meteorológiai méréseket végző Budai Főreáliskolában állomásozott kezdetben. Európában kevés helyen működött még ekkoriban Meteorológiai intézmény, Párizs, London, Bécs és Szentpétervár rendelkezett ekkor időjárást vizsgáló tudományos intézménnyel Budapesten kívül. 1871-ben elkerült az iskolából az intézmény, és egy esztendőre, a budai várnegyed (Móra Ferenc u. 2/b) első emeletére az ún. Hoffhauser-ház egyik szűk magán bérlakásában tevékenykedett az intézmény, ahová jószerével még a műszerek sem igen fértek el. A mérések, és műszerek elhelyezésére külső helyszínek kialakítására volt szükség, amely külső mérőhelyek száma évről évre növekedett. 1872–1892 között a Bécsi kapu melletti Lovas úti ún. Novák villában folytatja tovább tevékenységét a magyar meteorológia. Kezdetben három fő, az igazgató, egy asszisztens, és egy altiszt képezte a Meteorológiai intézmény dolgozói létszámát. Közben 1890-ben kinevezték az intézmény élére a haladó gondolkodású Konkoly-Thege Miklóst, akinek irányításával kialakult a modern szemléletű magyar meteorológiai központ. Az intézet 1888-tól fogva adott ki időjárás-jelentést, és egyre nagyobb igény mutatkozott a prognózisadásra is, úgyhogy 1890-ben megalakult az intézményen belül az ún. Prognózis osztály, amely napi szinten adott előrejelzést, amelyet idővel a telefonhírmondó, illetve a napi sajtó is átvett.
1892 novemberében újból költözött az intézet. A Magyar Államvasutak Nyugdíj Intézetének Fő utca 6. szám alatti bérházában már két emeleten működött 19 munkatárssal. A fenntartó állami szervezet is megváltozik idővel, más minisztériumhoz rendelik az intézményt.
A hazai időjárás-jelentés a kor világszínvonalán állott már ekkoriban is. Az intézet 1888 óta adott ki rendszeres időjárás jelentést, és az első már térképpel ellátott napi időjárási jelentést 1891. június 15-én regisztrálta. Az előrejelzéseket pedig körözvény-sürgöny formájában 1891. augusztus 1-től 130, az ország különböző részein működő távírda vette át. Ezeket az információkat és előrejelzéseket már közölték a napilapok is. 1913–1914-ben a hazai intézet már közel 50 jelentősebb magyar, 9 osztrák, 10 német, 9 francia, 1 svájci, 6 angol, 6 skandináv, 9 olasz, 20 orosz és 15 balkáni mérőállomásról kapott napi adatokat. 1893-ban megváltozott az Intézet felügyeletei szerve és a korábbi Kultuszminisztérium alól átkerült a Földművelési Minisztérium hatáskörébe, ezt követően 1894-ben az intézet nevét is megváltoztatták „Meteorológiai és Földmágnesességi Magyar Királyi Központi Intézet”-re. 1896-ban részt vett az intézet az ezredéves kiállításon egy külön pavilonnal, amely kiállítással népszerűsítette a tudományos intézményt, munkájának bemutatásával.

### Az intézet működése az első világháborúig
1900-ban a Konkoly Thege Miklós vezetése alatt álló intézmény felügyeletével obszervatóriumot létesítettek Ógyallán, amely az első vidéki obszervatórium volt az Osztrák–Magyar Monarchián belül. A csillagvizsgáló a kezdetek Budai hagyományának megfelelően, egyben meteorológiai mérések elvégzésére is kötelezett intézet lett. 1897-től elindult az első és sokáig egyetlen szakfolyóirat az „Időjárás” címmel.
1898 táján az Osztrák–Magyar Monarchia hadserege nyitott a felderítési hőlégballonok irányába, és az időjárás, a szélmozgások alakulása, a vihar előrejelzések jelentősége erősen megváltozott. 1908-tól a Fischamendi katonai repülőtér megnyitásával pedig már fontos hadügyi információnak is számított a meteorológia. Jelentőségének változását jelzi, hogy a Monarchia önálló székhely megnyitásával bővítette 1910-ben az intézményt Budapesten is, amely ekkoriban már közel másfél-ezer meteorológiai megfigyelő-állomást működtetett az ország egész területén, amelyek közül 208 végzett napi háromszor méréseket.
Az intézet épülete egykor a város szélének számított, ma ez az utca Kitaibel Pál nevét viseli (előtte, 1902–1913: Intézet utca). Kitaibel, a kitűnő botanikus, kémikus már 1780-tól fogva napi három méréssel meteorológiai megfigyeléseket is végzett, ahogy ezt az egyetemen őrzött feljegyzéseiből tudni lehet. Így a hazai meteorológusok úttörőjeként róla nevezték el az utcát.

### Az első világháború
Az első világháború során a meteorológiai szakjelentések, előrejelzések, viharmozgások, és időjárási frontok, magas nyomású helyek mozgása, tehát a meteorológia egésze meghatározó jelentőségű tudománnyá változott, különösen a katonai léghajók, és a repülések terén. Igény merült fel nemcsak az alacsony légtömegek mozgásának előre-jelezhetőségére, hanem a magas-légköri kutatásokra, sőt a felfelé mozgó légtömegek, a termik ma is fontos részét képezik a repülésnek, különösen a vitorlázó repülésnek. Kevesen tudják, hogy akkoriban a támadó, vagy védekező repülőraj pilótáinak életét tudta megmenteni egy-egy vaskos cumulus felhőtömeg, ha a szükség úgy hozta, ezért a pilóták felszállás előtt az első dolguk a meteorológiai jelentések tanulmányozása lett. Megannyi pilóta beszámolójában szerepeltek kalandos megmenekülés-történetek, ahol a felhőknek, összefüggő felhőtömegek mozgásának kulcs szerepe lett. A lövészárkok folytán kialakult állóháború idején, a sajnálatos mérges-gázok alkalmazásakor, pedig kifejezetten létfontosságúvá vált a pontos meteorológiai helyzetkép. Hosszú út vezetett a növénytermesztési klímavizsgálatoktól a hírlap-hírekben szereplő időjárás-jelentéseken át a katonai alkalmazások idején használt pontos meteorológiai információkig.

### Két háború között
Az Osztrák–Magyar Monarchia felbomlása, és a területi változások lecsökkentették a meteorológiai mérőállomások számát is, sok korábbi mérőállomás más ország kezelésébe került. Voltak állomáshelyek, amelyeket évekig szakértelem híján az adott országban mérésre használni sem bírtak. Kiesett a rendszerből. Továbbra is megmaradt, hogy a légnyomás, a hőmérséklet, szélirány, erősség, felhőzet, csapadék adatai érkeztek Európából napi három méréssel az intézethez, és hasonló módon továbbítottuk külföldre a magyar adatokat. 1923-ra a korábbi sürgöny útján történő adatáramlást fokozatosan felváltotta az ún. „drótnélküli” azaz rádiójelek útján működő nemzetközi mérési adatok továbbítása.
Át kellett alakítani az egész intézet működését is. Hangsúlyváltásra került sor sok tekintetben. Például az első világháborúban fontossá lett katonai aero-meteorológia szerepe átrendeződött a meginduló polgári utas-szállítás légi biztonsága irányába. Megnőtt a rendszeres postajáratok, majd a légitársaságok alakulásával a magas-légköri mozgás információk, és nagy területeket behálózó légmozgások, légköri frontmozgások iránti kutatás igénye hazánkban is. Az első világháború után kialakuló, korábban katonai célokat szolgáló repülőterek kibővítésével a megindultak a belföldi légi járatok, ahol a kornak megfelelő pontosságú helyi meteorológiai állomáshelyek kialakítására került sor. Ugyanis 1930-as évekre oldódott fel az a légi zár, amely a háborút követő béketárgyalások egyik záradékaként Magyarországon korlátozta még a polgári célú repüléseket is. A katonai célúakat egyelőre továbbra sem engedélyezte. Így a hazai meteorológia a lassú fejlődés útját járta ezen az ágon. Viszont létrehozta az intézet a balatoni viharjelző szolgálatot, amely mérföldkő lett az intézet működésének történetében.

### Amásodik világháborúidején
1939-től kezdve ismét megnőtt a meteorológia szerepe a különböző hadmozgások miatt. Robbanásszerű fejlődésnek indult a háború szorításában mind a nemzetközi, mind a hazai meteorológia. A légköri radarképek belépésével gyakorlatilag a modern meteorológia alap-pillérei kezdtek kialakulni. A háborúban újból fontos hadi információ lett az időjárás-jelentés és a prognosztika. A német megszállás idején német katonai irányítás alá került az intézmény, korábban csak szövetségesi partnerség működött a háború során mind a németországi, és az olasz katonai jelzőrendszerekkel, mérőállomásokkal összehangoltan. A háború utolsó fázisában mint hadsereghez rendelt kiszolgáló intézményt célpontként tekintették a Budapest ostroma idején vívott utcai harcok során. Bár több bomba-találat érte az intézmény központi épületét, az intézet ennek ellenére végig aktívan működött a háború alatt is, nem történt leállás a harcok ellenére sem.
1945-ben a helyreállítások hamar megtörténtek, s a vidéki jelzőállomások sorát is igen gyorsan működőképessé tették, így az intézet működésében fellépő átmeneti zavarok megszűntek, hamarosan visszaállt az eredeti, utolsó békeév időszakát felidéző állapotra az intézet működése.

### A magyar Intézet a világszervezet része
Magyarország 1893-ban csatlakozott az 1873-ban, Bécsben alakult meteorológiai világszervezethez, az OMM-hez (Organisation Météorologique Mondiale) és belekapcsolódott az akkor genfi székhelyű világméretű együttműködés munkájába. AZ OMM-nek köszönhetően a világon mindenütt szabványosították a megfigyeléseket, egyforma műszerekkel történnek a mérések, azonos mértékegységben, és rendezői elvekkel működve, az eredmények információját az adott korban legkorszerűbbnek tartott eszközökön továbbították egymás országai felé a tagállamok. Az információkat számokban adták meg, amelyek leírások így átlépték a nyelvi nehézségeket. Az időjárási táviratoknak megszabott formája lett, amely révén megannyi adat feltérképezésével egyfajta időjárási kulcsot szerkeszthettek a tagállamok. Hol húzódott magas / alacsony-nyomású terület, hol a frontok határa… stb. Ez még a digitális korszak előtti, a XIX. második felének és XX. század elejének eljárásrendje az OMM világszövetség tagállamai között.
Magyarország tagja lett egyébként, a később megalakuló világszervezet jogutódjának is. Az 1947 szeptemberében megtartott washington-i konferencián határozták el, hogy kibővítik a nemzetközi együttműködést és létrehozták a Meteorológiai Világszervezetet (franciául: Organisation météorologique mondiale (OMM), angolul: World Meteorological Organization (WMO) a korábbi OMM jogutódjaként. A Meteorológiai Világegyezményt aláírta magyar részről Aujeszky László, az akkori intézmény igazgatója is. Az egyezmény 1950. március 23-án lépett életbe. A globális együttműködés kiterjesztésével a WMO 1951 decemberében lett az ENSZ szakosodott intézménye, a Nemzetközi Polgári Repülési Szervezet (ICAO) által kidolgozott alapelveket is figyelembe vevő és összehangoló módon (Különösen a repülést is érintő közép-, és magas-légköri mozgások, változások tekintetében). A világszervezetnek, a WMO-nak ma már 185 ország a tagja.

### Országos Meteorológiai Intézet korszaka
1950-re a munkamenete követte a háború előtti hagyományokat, és havi jelentésekben, és évkönyvekben összesítették a feldolgozott adatokat. Évtizedekre visszatekinthetően folyamatokat tudtak regisztrálni, változásokra felfigyelni, és számos szakvéleményt, szakértői jelentést, felvilágosítást adtak az egyes gazdasági ágazatok számára, nemritkán rendőrségi nyomozások, bírósági eljárások hivatalos iratai származtak az intézettől.
1950-ig a Földművelési Minisztérium, majd a Honvédelmi Minisztérium volt a felügyeleti szerve, és ezzel egy időben a földmágnesességre vonatkozó vizsgálatokat, és kutatásokat, vagyis kivették geofizikai profilt az intézet hatásköréből, és elnevezése „Országos Meteorológiai Intézetre” (OMI) változott. Ez a hidegháború kora volt, az atomfenyegetettség időszaka, amelyben az időjárásnak különösen nagy hadászati jelentőséget tulajdonítottak akkoriban. Talán ezért is került kezdetben a hadügyminisztériumhoz. Aztán az OMI-t a Varsói Szerződéshez való csatlakozásunk (1955) előtt már központi irányítás alá vonták (1953), és az országot irányító Minisztertanács rendelkezett az intézmény felett közvetlenül. A keleti blokk katonai egyesülésének katonai és politikai vezetése megkülönböztetett hadászati jelentőséget tulajdonított az intézet munkájának hazánkban, és ezért volt fontos, hogy a legfelsőbb politikai vezérkar közvetlen informális kapcsolatban álljon az intézettel. 14 év múlva, az enyhülés egyik jeleként, a Minisztertanács visszahelyezte az intézményt a tudományos világ hatáskörébe, amikor az MTA (1967) lett a felügyeleti szerve, de mint tudományos szervezet a polgári, civil megfigyelési szempontok jelentősen eltértek a meglévő hadászati jellegű, és erősen titkosított katonai megfigyelésektől, ezért a szervezet működésében átmeneti zavarok keletkeztek, amelyet úgy hidaltak át, hogy egy év múlva, 1968-ban az Országos Műszaki Fejlesztési Bizottság (OMFB) felügyelete alá került Országos Meteorológiai Intézet. Ez már a szovjet–amerikai űrkutatási verseny időszaka, s minthogy az intézet rendszeresen kapta a műholdas felvételeket, a nagy légköri mozgásokról, ezek egy része zárolt, katonai jellegű volt, ami miatt, az intézet továbbra is kivételezett helyzetben maradt.

### Az Országos Meteorológiai Intézet obszervatóriumai
1952-ben átadták Pestszentlőrincen a később Marczell György nevére keresztelt obszervatóriumot. Ebben a meteorológiai obszervatóriumban a legkorszerűbb technológiával, magas légköri megfigyeléseket végeztek a megnyitástól fogva. Naponta két alkalommal, reggel 7 és délután 15 órakor nagy méretű hidrogénballonok emelkedtek a magasba, kis méretű rádiókészülékekkel, rádiószondákkal. Maguk a rádiószondák két nagy egységből álltak. Az egyik eleme a mérő elemeket tartalmazta, a második része maga az adóvevő berendezés volt, amely közvetítette az adatokat a földi vevőegység felé. Ezek a ballonok 14–16 000 méterre emelkedtek fel a légkörbe, de szerencsés esetekben 20–22 000 méter magasból is érkeztek mérési adatok.
Továbbá ebben az obszervatóriumban folytak kezdetektől fogva az ún. ionoszféra kutatások is. A vizsgálat elvi lényege az volt, hogy a függőleges irányba sugárzott rádióhullámok az ionfelhőkön visszaverődnek, és a rádióhullámok mozgásából kiszámolható lett az ionoszféra vastagságának állandó változása, amelyet az intézet lőrinci állomása folyamatosan mért, akárcsak a háttér- és egyéb sugárzást is. Idővel az ország számos más területén is létesültek obszervatóriumok, mint például Siófokon, Keszthelyen, Kékestetőn, Pécsett, Kecskeméten, Szarvason és Martonvásáron.

### Korszakváltás és a digitális technológia bevezetése
1970-ben a felügyeleti szerv, az Országos Műszaki Fejlesztési Bizottság (OMFB) döntése alapján megváltozott az intézmény neve, és felépítése. Az új nevén Országos Meteorológia Szolgálatot ekkor három belső intézményre osztották fel. Pestszentlőrincen, a Hargita téren létrejött a Központi Előrejelző Intézet, amelynek a rövid és hosszabb távú prognózisok ügye, az agrometeorológia és a repülésmeteorológia témákért volt felelős. Az intézet mellett a nyolcvanas évek elején számítógépközpontot építettek. A második tagintézménye a Központi Meteorológiai Intézet lett, amely a megfigyelőállomások fenntartása, karbantartása, adatainak összesítése, adatbázis kezelése volt a fő feladata. Harmadik intézmény a Központi Légkörfizikai Intézet volt, amely elsősorban a felhőzet alakulásainak fizikai törvényszerűségeit mérte, adatait kiértékelte, elemezte, valamint az egyre jobban előtérbe kerülő levegőszennyezés kérdéskör volt a fő profilja. Az intézet ezzel a hármas felosztással működött 1992-ig, majd 32 év múltán ezt a felosztást megszüntette és egy intézménybe olvasztotta az addig külön intézetekben működő munkafolyamatokat. Jelentősebb dolgozói létszám csökkentés is végbement ezzel az összevonással párhuzamosan. A korábbi közel ezer alkalmazott és munkatárs töredéke maradhatott állásban, jelentős számú speciális jól képzett szakember került ekkor utcára, többségük soha sem tért vissza a szakmájába.
Ez az időszak az intézeten belül is egyfajta új szemléletváltás korszaka lett, hiszen Magyarország 1992-ben lekerült a COCOM-listáról, a legmagasabb technológiai fejlettségű eszközök - azon belül főleg a számítástechnikai cikkek - importját érintő embargóról. Megkezdődhetett az intézet legmagasabb szintű számítástechnikai alapokon nyugvó rendszereinek kiépítése és ezzel párhuzamosan a kutatási eredmények adatainak digitális feldolgozása. Szorosabb együttműködés alakult ki az Európai Unióval, és nem csak a délszláv háború okán a NATO-val is, így a legmagasabb szintű meteorológiai műholdrendszerek adataihoz való hozzáférés révén már egy új, digitális szemléletmódú dolgozói réteg kialakítására kerülhetett sor.
Fazekas Sándor vidékfejlesztési miniszter 2011. február 8-ával felmentette Bozó László akkori elnököt, és a korábbi elnököt, Dunkel Zoltánt nevezte ki az intézmény élére. Illés Zoltán, a Vidékfejlesztési Minisztérium környezetvédelemért felelős államtitkára azzal indokolta a leváltást, hogy a szolgálat tevékenységét egy magasabb színvonalra kell emelni, és meg kell újítani a struktúrát is, és hogy „ennek letéteményese lehet Dunkel Zoltán”.

## Átszervezés – HungaroMet
Az átszervezés ötletét Palkovics László technológiai és ipari miniszter 2022. augusztus 26-án vetette fel a Magyar Meteorológiai Társaság 38. vándorgyűlésén Szegeden, miután kirúgta az intézmény korábbi vezetőjét. Az 547/2023. (XII. 12.) Kormány rendelet értelmében 2023. december 31-én az OMSZ jogutód nélkül megszűnt, a korábbi kormánytisztviselők jogviszonya egyszerű munkaviszonnyá alakult át, és ők a HungaroMet Magyar Meteorológiai Szolgáltató Nonprofit Zrt. dolgozóiként látják el a OMSZ korábbi feladatait. Az új szervezetet a korábbi elnök, Szanka Gábor vezeti vezérigazgatóként. Az Energiaügyi Minisztérium közigazgatási államtitkára, Czepek Gábor, szerint a szervezet megújulása segíti majd a környezetkímélő energiaforrásokra való áttérést, hogy teljesíteni lehessen az energiahatékonysági célokat, és növelni a hatékonyságot az agrárium területén.

## Épülete
Budapest II. kerületi székháza (1024 Budapest, Kitaibel Pál u. 1.) 1910-ben épült fel szecessziós stílusban. Tervezője Neuschloss Kornél volt, aki többek között A Fővárosi Állat- és Növénykert Elefántháza tervezőjeként ismert.

## Vezetői
Alább következnek az Országos Meteorológiai Szolgálat, valamint jogelődjeinek vezetői a szervezet 1870-es megalakulásától fogva napjainkig.
| Név                                                     | Státusz            | Dátum                                   |
| ------------------------------------------------------- | ------------------ | --------------------------------------- |
| Magyar Királyi Meteorológiai és Földdelejességi Intézet |                    |                                         |
| Schenzl Guidó                                           | igazgató           | 1870–1886                               |
| Fröhlich Izidor                                         | megbízott igazgató | 1886–1887                               |
| Gruber Lajos                                            | megbízott igazgató | 1887–1888                               |
| Kurländer Ignác                                         | megbízott igazgató | 1888–1890                               |
| Konkoly Thege Miklós                                    | igazgató           | 1890–1911                               |
| Róna Zsigmond                                           | igazgató           | 1911–1927                               |
| Steiner Lajos                                           | igazgató           | 1927–1932                               |
| Marczell György                                         | igazgató           | 1932–1934                               |
| Réthly Antal                                            | igazgató           | 1934–1944                               |
| Aujeszky László                                         | megbízott igazgató | 1944. május – 1945. március             |
| Réthly Antal                                            | igazgató           | 1945–1948                               |
| Kenessey Kálmán                                         | igazgató           | 1948. április 17. – 1948. május 12.     |
| Tóth Géza                                               | igazgató           | 1948–1950                               |
| Országos Meteorológiai Intézet                          |                    |                                         |
| Dési Frigyes                                            | igazgató           | 1950. december – 1968                   |
| Országos Meteorológiai Szolgálat                        |                    |                                         |
| Dési Frigyes                                            | elnök              | 1968–1974                               |
| Czelnai Rudolf                                          | elnök              | 1974–1980                               |
| Barát József                                            | elnök              | 1981–1990                               |
| Antal Emánuel                                           | elnök              | 1990–1991                               |
| Mersich Iván                                            | elnök              | 1991 – 2005. január 19.                 |
| Antal Emánuel                                           | elnök              | 2005. január – 2005 nyara               |
| Dunkel Zoltán                                           | elnök              | 2005 nyara – 2007. november 15.         |
| Bozó László                                             | elnök              | 2007. november 15. – 2011. február 8.   |
| Dunkel Zoltán                                           | elnök              | 2011. február 8. – 2013. október 31.    |
| Radics Kornélia                                         | elnök              | 2013. november 1. – 2022. augusztus 22. |
| Szanka Gábor                                            | elnök              | 2023. július 1. – 2023. december 31.    |